# Pagaso
Pagaso è un personaggio dell'Eneide di Virgilio, presente nell'undicesimo libro.

## Il mito
Giovane cavaliere troiano unitosi a Enea dopo la caduta della città, è amico fraterno del commilitone Liri e muore con lui nella guerra contro gli italici. Costituisce un grande esempio di coraggio portato fino all'estremo sacrificio: accortosi che Liri è caduto da cavallo, si precipita ad afferrare il compagno, spinto dall'istinto di proteggerlo, ma la donna guerriera volsca Camilla piomba sui due: ella dapprima uccide Liri, per poi colpire Pagaso che ruzzola a terra insieme al cadavere dell'amico esalando l'anima di lì a poco.

## Curiosità
- Nella sua traduzione, Annibal Caro trasforma sorprendentemente il nome del personaggio in "Pegaso", facendone così un omonimo del celebre cavallo alato.

## Omaggi
- Il Cratere Pagasus trae nome da lui.